# Bruce (Mondkrater)
Bruce ist ein kleiner Einschlagkrater im Sinus Medii, einer fast kraterfreien Basaltebene in der Mitte der sichtbaren Mondhälfte. Er ist nach Catherine Wolfe Bruce (1816–1900) benannt, einer US-amerikanischen Philanthropin und Förderin der Astronomie.
Der Krater liegt westnordwestlich des unregelmäßig geformten Kraters Rhaeticus und etwas westlich des noch kleineren Kraters Blagg. Der Krater ist schüsselförmig und symmetrisch, und sowohl Rand als auch Innenfläche sind frei von auffälligen Einschlagspuren. Das Innere hat generell eine höhere Albedo als die Umgebung, bis auf einen Streifen aus dunklerem Material, der den Mittelpunkt von Westen nach Osten durchquert. Die Umgebung wird von Maria gebildet und weist nur einige winzige Einschläge im Osten auf.
Etwa 35 km südlich liegt der Nullpunkt des selenografischen Koordinatensystems, so dass vom Boden dieses Kraters die Erde immer im Zenit steht.
Die beiden Mondsonden Surveyor 4 und Surveyor 6 landeten etwa 50 Kilometer westlich von Bruce in der glatten Lavaebene.